# Saladillo (Buenos Aires)

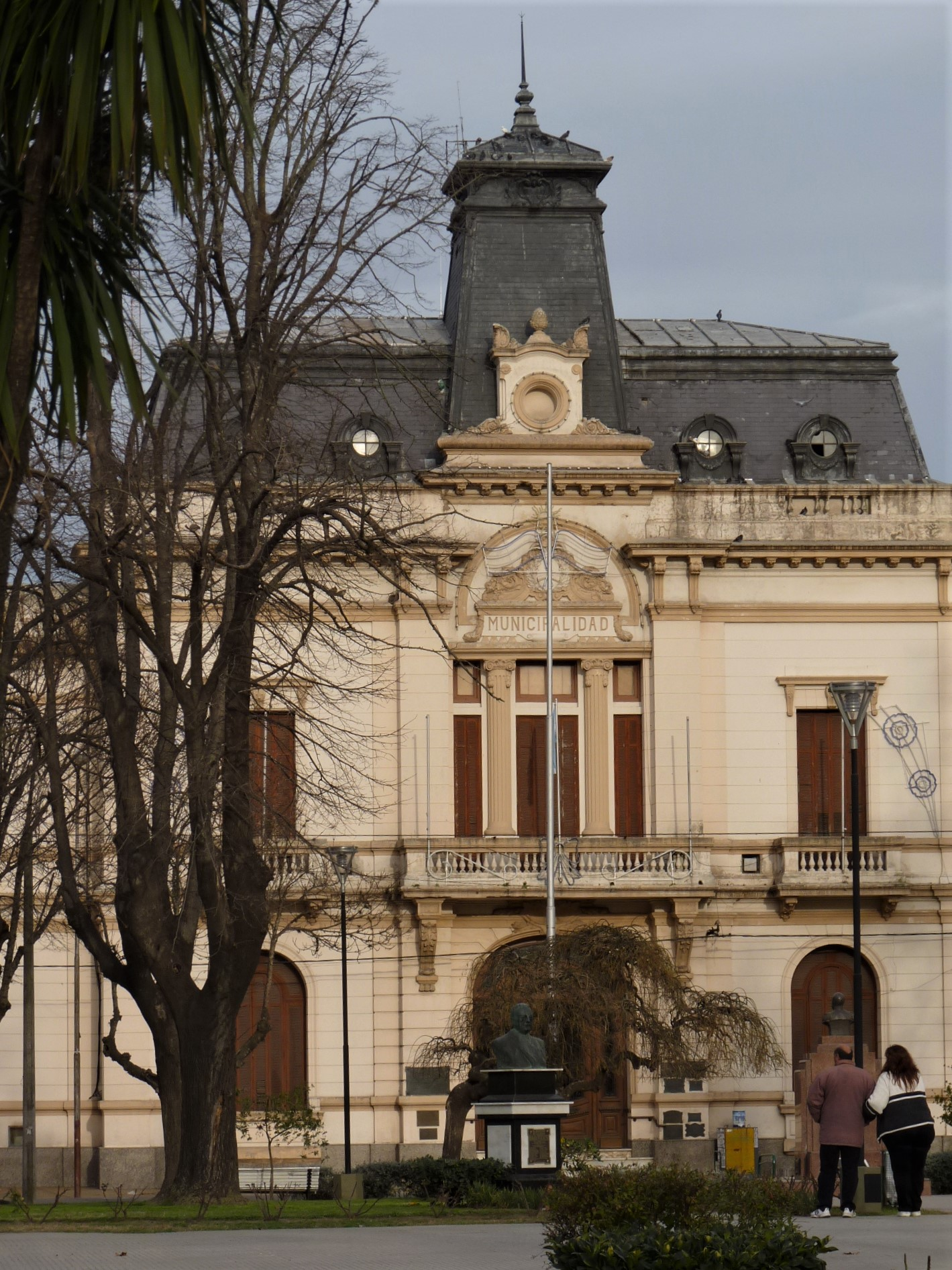
Saladillo (Buenos Aires)

Saladillo é uma comuna da província de Buenos Aires, na Argentina.